# Dvanajst členov
Dvanajst členov (nem. Zwölf Artikel) je bilo del kmečkih zahtev Švabski ligi med nemško kmečko vojno leta 1525. Štejejo se za prvi osnutek človekovih pravic in državljanskih svoboščin v celinski Evropi po Rimskem cesarstvu. Zbori v postopku njihove priprave veljajo za prvo ustanovno skupščino na nemških tleh.

## Incidenti
6. marca 1525 se je približno 50 predstavnikov gornješvabskih kmečkih skupin (Baltringer Haufens, Allgäuer Haufens in Bodensee-Haufens) sestalo v Memmingenu, da bi razpravljalo o skupnem stališču proti Švabski ligi. Dan pozneje in po težkih pogajanjih so razglasili Krščansko združenje kmetov, zgornješvabsko konfederacijo. Kmetje so se ponovno sestali 15. in 20. marca 1525 v Memmingenu in po dodatnem premisleku sprejeli Dvanajst členov in Zvezni red (Bundesordnung).
Členi in red sta le primera med številnimi podobnimi programi, razvitimi med nemško kmečko vojno, ki so bili objavljeni v tisku. Zlasti Dvanajst členov je bilo v naslednjih dveh mesecih natisnjenih več kot 25.000-krat, kar je velika naklada za 16. stoletje. Kopije so se hitro razširile po Nemčiji. Ker se ti dve besedili med nemško kmečko vojno nista več razvijali, nekateri viri govorijo o srečanju v Memmingenu kot o ustavni kmečki skupščini.

## Povzetek dvanajstih členov
1. Vsako mesto in vas imata pravico izvoliti in razrešiti svojega pridigarja, če se ne obnaša. Pridigar naj oznanja evangelij preprosto, naravnost in jasno, brez kakršnih koli človeških dodatkov, kajti zapisano je, da lahko Boga dosežemo le s pravo vero.
2. Pridigarji bodo plačani od velike desetine. Morebitni presežek se porabi za pomoč vaškim revnim in za plačilo vojnega davka. Mala desetina bo odpravljena, saj so si jo izmislili ljudje, saj je Gospod, naš Bog, ustvaril živino brezplačno za človeštvo.
3. Do sedaj je bilo v praksi, da so nas obravnavali kot podložnike, kar je obžalovanja vredno, saj nas je Kristus s svojo dragoceno krvjo odkupil vse, tako pastirja kot plemiča, brez izjem. V skladu s tem izjavljamo, da smo svobodni in želimo ostati svobodni.
4. Nebratsko in ne v skladu z Božjo besedo je, da revež nima pravice loviti divjadi ali perutnine ali ribe. Ko je Bog naš Gospod ustvaril človeka, mu je dal oblast nad vsemi zvermi, pticami v zraku in ribami v vodi.
5. Plemiči so prevzeli izključno posest gozda. Ko revež nekaj potrebuje, mora to kupiti za dvakrat večjo ceno. Posledično bodo vsi gozdovi, ki niso bili odkupljeni (t. i. nekdanji občinski gozdovi, ki so si jih mnogi vladarji preprosto prisvojili) vrnjeni vasi, da bo lahko vsakdo od tam zadovoljil svoje potrebe po lesu in drveh.
6. Preveliko obvezno delo, ki se zahteva od nas, ki raste iz dneva v dan, je treba zmanjšati na znesek, ki so ga po Božji besedi opravljali naši starši.
7. Plemstvo nas ne sme siliti, da opravljamo več obveznega dela, kot je bilo dogovorjeno. (Za plemiče je bilo običajno, da so enostransko dvigovali obvezno delo, ki so ga zahtevali od svojih podložnikov.)
8. Številna polja ne morejo proizvesti dovolj, da bi plačala zahtevano najemnino. Pošteni možje naj pregledajo ta zemljišča in jim določijo pošteno najemnino, da kmetom ni treba delati zastonj, ker si vsakodnevno delo zasluži svoje plačilo.
9. Nenehno se sprejemajo novi zakoni, ki nalagajo nove globe. Kazni niso odvisne od kaznivega dejanja, temveč samovoljno (povečanje glob in samovoljne sodbe so bile pogoste). Po našem mnenju bi nas morali soditi po starem pisanem zakonu, po vsebini primera, namesto po muhasti.
10. Mnogi [plemiči] so si prisvojili travnike in njive, ki so pripadali mestom (obče, ki so bile na voljo vsem meščanom). Želimo, da se nam vsem skupaj vrne.
11. »Todfall« (nekakšen davek na dediščino) bo popolnoma odpravljen in nikoli več ne bodo sramotno oropane vdove in sirote v nasprotju z Bogom in častjo.
12. Naša odločitev in končno mnenje je, da če je eden ali več tukaj naštetih členov v nasprotju z Božjo besedo ... jih bomo razveljavili, če nam bo razloženo na podlagi zapisanega. Če so nam že bili podeljeni kateri koli členi in se pozneje izkaže, da so bili krivični, potem so nični. Prav tako je vse to pod pogojem, da če se tukaj najdejo dodatni členi, ki so zoper Boga in zamere kakšne druge osebe.

## Zvezni red (Bundesordnung)
Tudi Zvezni red je dosegel veliko naklado in je bil verjetno še posebej priljubljen pri kmetih, saj je predstavljal model za zvezni družbeni red, ki temelji na občini. Ugotovljeno je bilo, da so bile v skladu s tem organizirane kmečke skupnosti v Schwarzwaldu, Alzaciji in v Frankovski.

## Izvor dvanajstih členov
Sporno je, kdo je napisal Dvanajstih členov. Nekateri viri jih pripisujejo kmečkemu kancleru Wendlu Hiplerju. Praviloma pa jih pripisujejo Sebastianu Lotzerju iz Memmingena, ki je morda skupaj z reformatorjem Christophom Schappelerjem razširil obstoječa besedila. Kot pomočnika pri pisanju člankov je veljal tudi Johann Hüglin. Vsaj njegova domnevna pomoč je bila ena od obtožb v njegovem postopku inkvizicije, zaradi česar je bil zažgan.
16. februarja 1525 se je okoli 25 vasi, ki so pripadale mestu Memmingen, uprlo in so glede na svoje gospodarsko stanje in splošne politične razmere zahtevale od mestnega sveta precejšnje izboljšave. Pritožbe so se dotaknile tem, kot so poljščina, zemljiški režim, služnosti na gozdovih in skupnih dobrinah ter cerkvene zahteve. Kmetje so želeli širše reforme. Mesto je ustanovilo odbor vaščanov in pričakovalo, da bo videlo dolg seznam posebnih zahtev. Zelo nepričakovano pa so kmetje podali enotno, temeljno izjavo, sestavljeno iz dvanajstih členov. Številne od teh zahtev pozneje niso prevladale v mestnem svetu, vendar lahko domnevamo, da so členi ordines provinciales una congregati (predstavniki ozemlja) Memmingena postali osnova za razpravo o Dvanajstih členih, o katerih se je dogovorila Zgornješvabska kmečka konfederacija z dne 20. marca 1525.
Možno je, da so zahteve Joßa Fritza, ki jih je izpostavil med tako imenovanim gibanjem Bundschuh leta 1513, vplivale na člene predstavnikov ozemlja Memmingena in s tem vplivale tudi na Dvanajst členov.

## Martin Luter in dvanajst členov
Kmetje so morali trpeti številne obremenitve, ki so jim bile naložene, v stališčih Martina Lutra in reformacije pa so videli potrditev, da večina teh ni predvidena z božjo voljo.
Toda Luter ni bil zadovoljen s kmečkimi upori in njihovim sklicevanjem nanj. Morda je videl tudi njihov negativen učinek na reformacijo kot celoto. Kmete je pozval naj ohranijo mir. Napisal je tudi gospodom:
»Postavili so Dvanajst členov, od katerih so nekateri tako pravični, da te sramotijo pred Bogom in svetom. Toda skoraj vsi so naklonjeni in niso pripravljeni po najboljših močeh. […] Toda takšne ljudi je neznosno obdavčiti in za vedno preganjati s sužnji.«
Maja 1525 se je pojavil Lutrov zapis »Proti morilskim, lopovskim hordam kmetov« (nemško Wider die Mordischen und Reubischen Rotten der Bawren), v katerem se je zavzel za oblast in v strahu za božji red pozval k uničenju kmetov. Posebej ga je povzročil tako imenovani Weinsberger Bluttat, ko so kmetje pod Jäckleinom Rohrbachom ubili visokega guvernerja, grofa Ludwiga Helfericha iz Helfensteina in njegove privržence, potem ko so zavzeli mesto in grad.

## Posledice
Zdi se, da so temeljne ideje, zapisane v teh zahtevah, trajale dlje kot njihovi glavni borci in predstavniki.
Neposredna primerjava z Ameriško deklaracijo o neodvisnosti iz leta 1776 daje nekaj enakovrednosti v motivih in implementaciji v besedilo. Rezultati francoske revolucije, ki se je začela leta 1789 v obliki moderne države, to je republike, kažejo, da je kar nekaj kmečkih točk uresničeno.
V naslednjih 300 letih so se kmetje le redko uprli. Šele z revolucijo marca 1848/49 (Märzrevolution) so bili dokončno uresničeni kmečki cilji, kot so bili oblikovani v Dvanajstih členih iz leta 1525.
Drugi vatikanski koncil leta 1965 je opredelil »najvišje načelo« reforme liturgije, da bi omogočilo »zavestno, dejavno in celovito sodelovanje vernikov« v cerkvenem bogoslužju. V tem kontekstu je bil do tedaj veljavni latinščini kot bogoslužnemu jeziku dodan ustrezni ljudski jezik.